# ماسامي ساتو
ماسامي ساتو (باليابانية: 佐藤 正美) (26 أغسطس 1981 في كاناغاوا في اليابان – )؛ هو لاعب كرة قدم ياباني سابق كان يلعب كمهاجم.

## وصلات خارجية
- ماسامي ساتو على موقع رابطة كرة القدم اليابانية للمحترفين (اليابانية)